# Crvene beretke
Crvene beretke su bili posebna postrojba Službe državne bezbednosti (od 1992. godine "Resor državne bezbednosti") Republike Srbije. Poznata je i pod nadimkom „Frenkijevci“ (po Franku Simatoviću) i kasnijem službenom nazivu Jedinica za specijalne operacije (JSO). Dijelovi jedinice su ratujući u prvoj polovici 1990-ih godina na području Hrvatske i BiH prepoznavani pod raznim imenima, nekada i samo kao "Jedinica". Crvene beretke nisu bili u pravom smislu paravojna postrojba, jer je tu postrojba osnovala državna institucija uz privolu državnog vrha.
Pripadnici Crvenih beretki obučavani su u vojnim objektima u Srbiji, i to na Tari, u Bubanj Potoku, u Kuli i na Goču, a zatim su upućivani u Hrvatsku i BiH.
Postrojba srbijanske tajne službe Resor državne bezbednosti, koja je u velikoj mjeri označavala vezu najopasnijeg organiziranog kriminala i vrha srbijanskog režima pod Slobodanom Miloševićem,  nastavila je i nakon kraja rata biti umiješana u organizirani kriminal, te čak u političke atentate. Raspuštena je početkom 2003. godine u velikoj akciji srbijanskih snaga sigurnosti protiv organiziranog kriminala "Sablja".

## Povijest
Nakon što je u kolovozu 1991. godine u Kninu proglašena Srpska autonomna oblast, iz Beograda onamo dolazi posebna jedinica Službe državne bezbednosti od oko 25 ljudi, koju su u razdoblju svibanj - kolovoz 1991. godine organizirali dugogodišnji operativac Službe državne bezbednosti Franko Simatović, te Dragan Vasiljković, Srbin s australskim državljanstvom i vojnim iskustvom iz Australije kojega je F. Simatović bio angažirao radi osnivanja te nove postrojbe. Pripadnici nove jedinice nose kao svoj simbol crvenu beretku, a zapovjednik D. Vasiljković se predstavlja kao "Kapetan Dragan".
Nakon sukoba Martića i Babića u Kninu, u kolovozu 1991. godine Vasiljković se vraća u Beograd (to nije bio kraj njegovog ratovanja), a posebnu postrojbu RSK napušta trećina ljudstva. Zapovjedništvo preuzima izravno Franko Simatović. Od dijela pripadnika je 1994. godine sačinjena postrojba za protuteroristička djelovanja (srp. Jedinica za antiteroristička dejstva) u samoj Srbiji (pri tome je sam Franko Simatović imenovan zamjenikom šefa Resora državne bezbednosti Republike Srbije Jovice Stanišića), a preostali dio nastavlja ratovati u Hrvatskoj i BiH pod imenima "Vukovi", "Srpska dobrovoljačka garda", Tigrovi i "Škorpioni"; važnu ulogu u njenom vođenju ima dugogodišnji suradnik Službe državne bezbednosti i kasnije predvodnik organiziranog kriminala u Srbiji Željko Ražnatović Arkan. Nakon završetka ratovanja u Hrvatskoj i BiH 1996. godine, "Jedinica" je preustrojena i preimenovana u Postrojbu za posebne operacije (srp. Jedinica za specijalne operacije, kratica JSO) te time i javno postala dio Resora državne bezbednosti Srbije, a jedan od zapovjednika Tigrova Milorad Ulemek Legija preuzeo je zapovjedništvo nad postrojbom.
JSO je osnovana i dugo držana izvan očiju javnosti, tako da nije bila poznata po službenom nazivu. Dio pripadnika su bili osobe sa zločinačkom prošlošću. Tijekom velikosrpskih pohoda na prostoru bivše Jugoslavije pojedini pripadnici i dijelovi postrojbe bili su umiješani u ratne zločine, ine zločine i ratno profiterstvo.
Jedinice za specijalne operacije (JSO) su bile vrlo aktivne na Kosovu. JSO je na Kosovu bio poznat po beskrupuloznosti. Razna izvješća navode da je postrojba bila nazočna ili sudjelovala u napadu na Račak, pokolju u selu Ćušci, masakru u zatvoru Dubravi, itd. 
Pripadnici ove jedinice su odgovorni za ubojstva i pokušaje ubojstava oporbenih političara, uključujući i napad na tada vodećeg oporbenog političara u Srbiji Vuka Draškovića u listopadu 1999. godine, za što su kasnije pravomoćno osuđeni i zapovjednici JSO Milorad Ulemek i Radomir Marković. Pripadnici JSO su odgovorni i za ubojstvo bivšeg predsjednika Srbije i jednog od Miloševićevih najvećih suparnika, Ivana Stambolića, 25. kolovoza 2000. godine. Nakon pada Miloševića 5. listopada 2000. godine, Milorad Ulemek je i dalje bio ostao na čelu postrojbe, jer je navodno imao neki dogovor s novim vlastima.
Postrojba za posebne operacije je krajem 2001. godine blokadama putova i prosvjedima pod punom ratnom opremom pokušala srušiti novu Đinđićevu vladu zbog uspostavljanje suradnje s Međunarodnim sudom za ratne zločine.
Nakon što su pripadnici te postrojbe 2003. godine izvršili atentat i ubili premijera Srbije dr. Zorana Đinđića, Crvene beretke su raspuštene; prestanak specijalne postrojbe policije koja je bila vrlo povezana s organiziranim kriminalom bio je važan dio policijske akcije "Sablja", koja je znatno smanjila utjecaj najopasnijih kriminalnih skupina u Srbiji. Mnogi članovi postrojbe su nakon atentata na Zorana Đinđića optuženi za zločine, ubojstva, otmice, razbojništva, a neki od njih su i osuđeni na zatvorske kazne. Ostali pripadnici su postali dio tada novoformirane Žandarmerije.

### Zapovjednici JSO
- Franko Simatović (1991. – 1999.)
- Milorad Ulemek (1999. – 2001.)
- Dušan Maričić (2001. – 2003.)

## Poveznice
- (srp.) Dokumenti o Jedinici za specijalne operacije
- (srp.) Crvene beretke (stranica bivših članova)
- (srp.) O pobuni Crvenih beretki 2001